# Глизе 667 C d
Глизе 667 C d (англ. Gliese 667 Cd) — экзопланета за пределами обитаемой зоны у звезды Глизе 667 C в тройной звёздной системе Глизе 667. Планета удалена от Земли на ~22,7 световых лет.
Существование данной экзопланеты было предсказано в 2012 году и подтверждено в 2013 году с помощью спектрографа HARPS 3,6-метрового телескопа Европейской южной обсерватории на горе Ла-Силья в Чили.

## Орбита
Планета обращается вокруг красного карлика Глизе 667 C на расстоянии 0,28 а.е., её орбитальный период составляет 92,1 земных суток.
Планета была открыта в 2012 году, 4 февраля астрономы определили, что на сигнал RV влияет период вращения звезды, равный приблизительно 106 дней. Спустя год планета была подтверждена наблюдениями при помощи спектрографа HARPS, установленного на 3,6-метровом телескопе в обсерватории Ла-Силья Европейской южной обсерватории в Чили.

## Характеристики
Средняя масса планеты — от 5 до 11 масс Земли. Экзопланета принадлежит к классу ледяных суперземель. Предполагается, что планета может содержать подлёдный океан жидкой воды.

## Статьи
- Guillem Anglada-Escudé. A dynamically-packed planetary system around GJ667C with three super-Earths in its habitable zone (англ.) // Astronomy and Astrophysics : peer-reviewed scientific journal. — EDP Sciences, 2013. — arXiv:1306.6074.
- A Nearby Star with Three Potentially Habitable Worlds (англ.) (HTML). www.phl.upr.edu. Planetary Habitability Laboratory (25 июня 2013). Дата обращения: 26 апреля 2020. Архивировано из оригинала 5 сентября 2019 года.